# إغناطيوس الرابع هزيم
البطريرك إغناطيوس الرابع هزيم (28 آب 1921 - 5 كانون الأول 2012)، رجل دين مسيحي سوري الجنسية، شغل منصب بطريرك أنطاكية وسائر المشرق للروم الأرثوذكس خليفة بطرس وبولس لأنطاكية العظمى، منذ 2 تموز 1979 وحتى 5 كانون الثاني 2012.
ولد في مدينة محردة في محافظة حماة، سوريا، وهو أحد مؤسسي حركة الشبيبة الأرثوذكسية في سوريا ولبنان في عام 1942، ورابطة الشبيبة الأرثوذكسية العالمية والمدرسة اللاهوتية.

## نبذة
ولد من عائلة أرثوذكسية متدينة درس في سوريا وبعدها درس الأدب في لبنان وانضمّ إلى الخدمة في الأسقفية الأرثوذكسية المحلية، وفي البداية كان يخدم كمساعد للكاهن في القدّاس الإلهي ثم أصبح شماساً في عام 1945 سافر إلى باريس في فرنسا حيث درس وتخرّج هناك من معهد القديس سيرجيوس اللاهوتي. وبعد عودته إلى الوطن عمل على تأسيس معهد القديس يوحنا الدمشقي اللاهوتي حيث خدم كعميد للمعهد وكان أحد مؤسسي حركة الشبيبة الأرثوذكسية في سوريا ولبنان في عام 1942 التي عن طريقها تم المساعدة لتنظيم وتجديد الحياة الكنسية في بطريركية إنطاكية.
في عام 1953 ساعد في تأسيس رابطة الشبيبة الأرثوذكسية العالمية والمدرسة اللاهوتية كان في سنة 1961 عضواً في مجمع الأساقفة المقدس، ثم تم انتخابه في سنة 1970 ميتروبوليت على محافظة اللاذقية في سوريا، وفي الثاني من تموز عام 1979 انتخب بطريركا على الروم الأرثوذكس لكرسي أنطاكيا.
توفّي إغناطيوس الرابع هزيم في مستشفى القديس جاورجيوس في 5 كانون الأول 2012 في بيروت، بعدما نقل إليها إثر تعرّضه لجلطة دماغية.

## مناصب
- عضواً في مجمع الأساقفة المقدس عام 1961
- مطران على محافظة اللاذقية في سوريا عام 1970.